# Teenage Dream: The Complete Confection
Teenage Dream: The Complete Confection là album phòng thu tái phát hành của ca sĩ người Mỹ Katy Perry từ album Teenage Dream (2010). Nó được phát hành vào ngày 23 tháng 3 năm 2012 bởi Capitol Records, gần hai năm sau khi phát hành album gốc. Perry đã hợp tác với các nhà sản xuất bao gồm Tricky Stewart để chỉnh sửa các lỗi còn sót lại từ các buổi ghi hình tại Playback Record Studio cho Teenage Dream. Sản phẩm cuối cùng có ba bài hát mới được thu âm, kết hợp nhạc pop đã thấy trước đây trong album gốc, phiên bản acoustic của "The One That Got Away" và ba bản phối lại chính thức.
Sau khi phát hành, Teenage Dream: The Complete Confection đã gặp phải những ý kiến trái chiều từ các nhà phê bình âm nhạc, những người rất thích sản xuất các bài hát mới và đặt câu hỏi về quyết định phát hành lại Teenage Dream. Là một bản phát hành độc lập, album đã lọt vào top 10 tại Úc, New Zealand, Vương quốc Anh và Hoa Kỳ. Nó đã bán được hơn hai triệu bản trên toàn cầu.
Hai đĩa đơn được phát hành từ Teenage Dream: The Complete Confection. Đĩa đơn mở đường "Part of Me", xuất hiện ở vị trí số một trên Billboard Hot 100 của Hoa Kỳ, và cuối cùng đã được chứng nhận 2x bạch kim bởi Hiệp hội Công nghiệp ghi âm Hoa Kỳ (RIAA), đĩa đơn thứ hai, "Wide Awake", đạt đỉnh ở vị trí thứ hai trong cả nước. Kỷ lục được tiếp tục với các buổi biểu diễn trực tiếp trong Lễ trao giải Grammy thường niên lần thứ 54 và Giải thưởng âm nhạc Billboard 2012, bên cạnh bộ phim tài liệu tự truyện Katy Perry: Part of Me (2012).

## Bối cảnh thực hiện và thu âm
Vào tháng 8 năm 2010, Perry đã phát hành album phòng thu thứ ba của mình Teenage Dream. Trong khi thu âm kỷ lục vào năm 2009 và 2010, cô đã hợp tác với các nhà sản xuất bao gồm Dr. Luke và Max Martin. ☃☃ Sau khi phát hành, Teenage Dream đã thành công về thương mại trên toàn thế giới; nó đã ra mắt ở vị trí số một trên bảng xếp hạng Billboard 20của Hoa Kỳ ☃☃ vbảngàxếp hạng  vUK Albums Chartnh, và được xếp hạng cao ở một số vùng lãnh khácc tế.Album án đã nhận được phản ứng hích cực tung từ các nhà phê bình âm nhạc, nhận được điểm trung bình là 52, dựa trên 19 đánh giá trên Metacritic. Sau các đĩa đơn "California Gurls", "Teenage Dream", "Firework", "E.T." và "Last Friday Night (T.G.I.F.)" dẫn đầu bảng xếp hạng Billboard Hot 100, Teenage Dream trở thành album thứ hai trong lịch sử có năm đĩa đơn số một trên bảng xếp hạng sau Bad của Micheal Jackson..
Vào tháng 10 năm 2011, nhà sản xuất Tricky Stewart đã xác nhận rằng ông đã hợp tác với Perry để tinh chỉnh các video còn sót lại từ các buổi ghi hình của Teenage Dream cho "điều gì đó đặc biệt mà cô ấy đang diễn ra". Perry chính thức công bố Teenage Dream: The Complete Confection vào tháng 2 năm 2012, mô tả nó là "câu chuyện hoàn chỉnh" của album gốc. Cô nói thêm rằng album mở rộng sẽ chứa ba bài hát mới được ghi và bốn bản phối lại để bổ sung cho phiên bản tiêu chuẩn của album gốc. "Đó là một vinh dự đáng kinh ngạc khi buộc kỷ lục Billboard Hot 100 của Jackson, nhưng tôi đang tiến về phía trước và có một vài điều còn lại để rời khỏi trái tim tôi," cô nói.

## Giai điệu mới
Tricky Stewart tuyên bố rằng ông và Perry "luôn biết rằng các hồ sơ tạo ra là đặc biệt tại thời điểm đó là nghĩa vụ hợp đồng nhiều hơn rằng họ không thực hiện album". Ông nói thêm rằng ban đầu họ bị loại khỏi dự án để cân bằng bản thu gốc với các bài hát từ các nhà sản xuất khác, ngoài ra Perry không cần thêm bài hát vào thời điểm đó. Album mở rộng bắt đầu với mười hai bài hát có trong phiên bản tiêu chuẩn của Teenage Dream. Các tài liệu mới được ghi lại cho việc phát hành lại bắt đầu bằng một bản tái hiện âm thanh "The One That Got Away" là bài hát thứ mười ba. "Part of Me" là một bài hát pop đầy sức mạnh  có tác dụng trữ tình như một "giai điệu chia tay cảm xúc". Người ta suy đoán rằng khái niệm của nó được lấy cảm hứng từ mối quan hệ của Perry với chồng cũ Russell Brand.
"Wide Awake" là một bản pop ballad phối chậm, lấy cảm hứng từ nhạc điện tử và dance-pop; nó ly kỳ thảo luận về sự kết thúc của một mối quan hệ, và cũng bị ảnh hưởng bởi kinh nghiệm của Perry với Brand. "Dressin 'Up" là một bài hát risempo, dance-rock và techno cho thấy sự bao gồm của nội dung trữ tình "quá kích dục". Ca khúc thứ mười bảy là bản phối lại của "E.T. " với những câu thơ mới do Kanye West cung cấp, trong khi bài hát thứ mười tám là bản phối lại của "Last Friday Night (T.G.I.F.)" bởi Missy Elliott. Ca khúc thứ mười chín và cuối cùng "Megasix Smash-Up" của Tommie Sunshine kết hợp các yếu tố của các đĩa đơn trước đó của Perry "California Gurls", "Teenage Dream", "Firework", "E.T.", "Last Friday Night (T.G.I.F.)" và "The One That Got Away".

## Đĩa đơn
"Một phần của tôi" đã được phục vụ như là đĩa đơn chính từ Teenage Dream: The Complete Confection vào ngày 13 tháng 2 năm 2012. Nó đã nhận được đánh giá tích cực các nhà phê bình âm nhạc, và trở thành bài hát thứ 100 trong lịch sử Billboard để ra mắt tại một số trên của Mỹ Billboard Hot 100, và cũng đã được chứng nhận 2x bạch kim bởi công nghiệp thu âm Hiệp hội Hoa Kỳ (RIAA) vì vượt quá doanh số hai triệu bản. Ca khúc cũng đạt vị trí số một tại New Zealand và đạt được các thành công vừa phải tại các lãnh thổ quốc tế khác. "Wide Awake" được phát hành dưới dạng đĩa đơn thứ hai và cuối cùng từ The Complete Confection vào ngày 22 tháng 5 năm 2012. Nó đạt vị trí thứ hai trên Billboard Hot 100, và đạt được các thành công vừa phải về xếp hạng trên toàn thế giới. Ca khúc đã được đề cử cho giải Grammy cho Trình diễn đơn ca pop xuất sắc nhất tại lễ trao giải 2013, nhưng đã thua "Set Fire to the Rain" của Adele.
Perry đã biểu diễn "Part of Me" tại Lễ trao giải Grammy thường niên lần thứ 54 vào ngày 12 tháng 2 năm 2012, và hát "Wide Awake" tại Lễ trao giải âm nhạc <i id="mwsw">Billboard</i> 2012 vào ngày 20 tháng 5. The Complete Confection cũng được quảng bá qua bộ phim truyện Katy Perry: Part of Me (2012), theo chân Perry trong chuyến lưu diễn California Dreams của cô. Một tấm vé vàng để tham dự buổi ra mắt của bộ phim đã được đặt bên trong một bản sao của Mỹ và một bản sao của Canada.

## Đánh giá
Melissa Maerz của Entertainment Weekly cho rằng tài liệu mới được ghi là "đã cũ", nhưng tuyên bố rằng đĩa chứa "một số đồ ăn nhẹ âm nhạc ngon lành" bao gồm "Dressin 'Up" và phiên bản aucoustic của "The One That Got Away". Viết cho PopMatters, Jesse Fox cảm thấy rằng bản thu âm "rõ ràng là không hoàn hảo", nhưng cho rằng bản chất thú vị của nó đã giúp Perry "kéo nó ra như một pháo hoa rực rỡ, rực lửa, ngắn ngủi, gần như bào mòn, thở hổn hển."  Một nhà văn cho Blogcritics đánh giá cao sự đa dạng âm nhạc The Complete Confection và nghĩ rằng nội dung trữ tình làm album một 'cuộc hành trình trong tình yêu, cuộc sống và tất cả mọi thứ ở giữa.

## Thương mại
Tại Hoa Kỳ, Teenage Dream: The Complete Confection đã thúc đẩy doanh số của Teenage Dream ban đầu, nhờ đó đã lọt vào top 10 của Billboard 200 tại vị trí thứ bảy với doanh số tuần đầu tiên là 33.000 bản. Điều này dẫn đến kết quả tăng 190% so với tuần theo dõi trước đó, trong đó album gốc đứng ở vị trí 31. Một tình huống tương tự đã xảy ra trên UK Albums Chart, trong đó The Complete Confection đã giúp Teenage Dream tăng từ vị trí 34 lên vị trí thứ 6 sau khi bản cũ được phát hành. Complete Confection đạt vị trí thứ hai trên Official New Zealand Music Chart, được hỗ trợ bởi doanh số kết hợp của hai phiên bản.
Ở những nơi khác, �The Complete Confection thành công vừa phải. Ở châu Âu, album lần lượt đạt đỉnh 14 và 29 trên bảng xếp hạng Flanders và Wallonia của Bỉ, cả hai đều do Ultratop quản lý. Nó cũng đạt vị trí thứ tư trên Bảng xếp hạng album Pháp và số 18 trên Bảng xếp hạng chính thức của Phần Lan.  Dự án ít thành công hơn trên MegaCharts Hà Lan và Sverigetopplistan của Thụy Điển, nơi nó lần lượt đạt đỉnh ở các số 44 và 48.  Ở châu Đại Dương, nó đạt vị trí thứ năm trên Bảng xếp hạng ARIA của Úc. Theo Liên đoàn Công nghiệp ghi âm quốc tế (IFPI), album đã bán được hơn 1,71 triệu bản trên toàn thế giới tính đến năm 2013.

## Danh sách bài hát
| STT              | Nhan đề                                                  | Sáng tác                                                                         | Producer(s)                  | Thời lượng |
| ---------------- | -------------------------------------------------------- | -------------------------------------------------------------------------------- | ---------------------------- | ---------- |
| 1.               | "Teenage Dream"                                          | Katy Perry Lukasz Gottwald Max Martin Benjamin Levin Bonnie McKee                | Dr. Luke Benny Blanco Martin | 3:47       |
| 2.               | "Last Friday Night (T.G.I.F.)"                           | Perry Gottwald Martin McKee                                                      | Dr. Luke Martin              | 3:50       |
| 3.               | "California Gurls" (featuring Snoop Dogg)                | Perry Calvin Broadus Gottwald Martin Levin McKee                                 | Dr. Luke Blanco Martin       | 3:56       |
| 4.               | "Firework"                                               | Perry Mikkel S. Eriksen Tor Erik Hermansen Sandy Wilhelm Ester Dean              | StarGate Sandy Vee           | 3:47       |
| 5.               | "Peacock"                                                | Perry Eriksen Hermansen Dean                                                     | StarGate                     | 3:51       |
| 6.               | "Circle the Drain"                                       | Perry Christopher Stewart Monte Neuble                                           | Stewart Kuk Harrell [a]      | 4:32       |
| 7.               | "The One That Got Away"                                  | Perry Gottwald Martin                                                            | Dr. Luke Martin              | 3:47       |
| 8.               | "E.T."                                                   | Perry Gottwald Martin Joshua Coleman                                             | Dr. Luke Ammo Martin         | 3:26       |
| 9.               | "Who Am I Living For?"                                   | Perry Stewart Neuble Brian Thomas                                                | Stewart Harrell [a]          | 4:08       |
| 10.              | "Pearl"                                                  | Perry Greg Wells Stewart                                                         | Wells                        | 4:07       |
| 11.              | "Hummingbird Heartbeat"                                  | Perry Stewart Stacy Barthe Neuble                                                | Stewart Harrell [a]          | 3:32       |
| 12.              | "Not Like the Movies"                                    | Perry Wells                                                                      | Wells                        | 4:01       |
| 13.              | "The One That Got Away" (Acoustic)                       | Perry Gottwald Martin                                                            | Jon Brion                    | 4:19       |
| 14.              | "Part of Me"                                             | Perry Gottwald Martin McKee                                                      | Dr. Luke Martin Cirkut       | 3:36       |
| 15.              | "Wide Awake"                                             | Perry Gottwald Martin McKee Henry Walter                                         | Dr. Luke Cirkut              | 3:41       |
| 16.              | "Dressin' Up"                                            | Perry Stewart Neuble Matt Thiessen                                               | Stewart Harrell [a]          | 3:43       |
| 17.              | "E.T." (featuring Kanye West)                            | Perry Gottwald Martin Coleman                                                    | Dr. Luke Ammo Martin         | 3:51       |
| 18.              | "Last Friday Night (T.G.I.F.)" (featuring Missy Elliott) | Perry Gottwald Martin McKee                                                      | Dr. Luke Cirkut              | 3:59       |
| 19.              | "Tommie Sunshine's Megasix Smash-Up"                     | Perry Broadus Gottwald Martin Levin McKee Eriksen Hermansen Wilhelm Dean Coleman | Tommie Sunshine              | 7:03       |
| Tổng thời lượng: | Tổng thời lượng:                                         | Tổng thời lượng:                                                                 | Tổng thời lượng:             | 1:17:01    |

| Japanese track listing | Japanese track listing                    | Japanese track listing                    | Japanese track listing | Japanese track listing |
| STT                    | Nhan đề                                   | Sáng tác                                  | Producer(s)            | Thời lượng             |
| ---------------------- | ----------------------------------------- | ----------------------------------------- | ---------------------- | ---------------------- |
| 1.                     | "Teenage Dream"                           | Perry Gottwald Martin Levin McKee         | Dr. Luke Blanco Martin | 3:47                   |
| 2.                     | "Last Friday Night (T.G.I.F.)"            | Perry Gottwald Martin McKee               | Dr. Luke Martin        | 3:50                   |
| 3.                     | "California Gurls" (featuring Snoop Dogg) | Perry Broadus Gottwald Martin Levin McKee | Dr. Luke Blanco Martin | 3:56                   |
| 4.                     | "Firework"                                | Perry Eriksen Hermansen Wilhelm Dean      | StarGate Vee           | 3:47                   |
| 5.                     | "Peacock"                                 | Perry Eriksen Hermansen Dean              | StarGate               | 3:51                   |
| 6.                     | "Circle the Drain"                        | Perry Stewart Neuble                      | Stewart Harrell [a]    | 4:32                   |
| 7.                     | "The One That Got Away"                   | Perry Gottwald Martin                     | Dr. Luke Martin        | 3:47                   |
| 8.                     | "E.T."                                    | Perry Gottwald Martin Coleman             | Dr. Luke Ammo Martin   | 3:26                   |
| 9.                     | "Who Am I Living For?"                    | Perry Stewart Neuble Thomas               | Stewart Harrell [a]    | 4:08                   |
| 10.                    | "Pearl"                                   | Perry Wells Stewart                       | Wells                  | 4:07                   |
| 11.                    | "Hummingbird Heartbeat"                   | Perry Stewart Barthe Neuble               | Stewart Harrell [a]    | 3:32                   |
| 12.                    | "Not Like the Movies"                     | Perry Wells                               | Wells                  | 4:01                   |
| 13.                    | "The One That Got Away" (Acoustic)        | Perry Gottwald Martin                     | Brion                  | 4:19                   |
| 14.                    | "Part of Me"                              | Perry Gottwald Martin McKee               | Dr. Luke Martin Cirkut | 3:36                   |
| 15.                    | "Wide Awake"                              | Perry Gottwald Martin McKee Walter        | Dr. Luke Cirkut        | 3:41                   |
| 16.                    | "Dressin' Up"                             | Perry Stewart Neuble Thiessen             | Stewart Harrell [a]    | 3:43                   |
| 17.                    | "E.T." (featuring Kanye West)             | Perry Gottwald Martin Coleman             | Dr. Luke Ammo Martin   | 3:51                   |

Ghi chú
- ^[a]   biểu thị một nhà sản xuất giọng hát
- "Megasix Smash-Up" của Tommie Sunshine chứa các yếu tố của "California Gurls", "Teenage Dream", "Firework", "ET", "Last Friday Night (TGIF)" và "The One That Got Away".

## Sản xuất
Nguồn: AllMusic.
- Kory Aaron  – assistant, assistant engineer
- Ammo  – drums, keyboards, producer, programming
- Chris Anokute  – A&R
- Benny Blanco  – drums, keyboards, producer, programming
- Tucker Bodine  – assistant, assistant engineer
- Ronette Bowie  – A&R
- Jon Brion  – musician, producer
- Angelo Caputo  – assistant
- Eric Caudieux  – editing
- Ted Chung  – production coordination
- Steve Churchyard  – drum engineering
- Cirkut  – drums, keyboards, producer, programming, remix producer
- Angelica Cob-Baehler  – creative director
- Kenneth Colby  – drum programming, sequencing
- Will Cotton  – original paintings, photography
- Megan Dennis  – production coordination
- Steven Dennis  – assistant, assistant engineer
- Dr. Luke  – drums, executive producer, keyboards, producer, programming, remix producer
- Missy Elliott  – featured artist, vocals
- Mikkel S. Eriksen  – engineer, instrumentation
- Nicolas Essig  – assistant engineer
- Josh Freese  – drums
- Brian "Big Bass" Gardner  – mastering
- Chris Gehringer  – mastering
- Serban Ghenea  – mixing
- Clint Gibbs  – assistant, engineer
- Noah Goldstein  – vocal engineer
- Jake Gorski  – assistant
- Aniela Gottwald  – assistant, assistant engineer
- Tatiana Gottwald  – assistant, assistant engineer
- Mark Gray  – assistant, assistant engineer
- Mike Green  – programming
- John Hanes  – engineer, mixing
- Kuk Harrell  – vocal producer
- Travis Harrington  – assistant engineer
- Chandler Harrod  – assistant
- Tor Erik Hermansen  – instrumentation
- Ngoc Hoàng  – coordination
- Sam Holland  – engineer
- Josh Houghkirk  – assistant engineer
- James Hunt  – assistant
- Liz Isik  – A&R
- Jaycen Joshua  – mixing
- Greg Koller  – engineer, mixing
- Damien Lewis  – engineer
- Ed Lidow  – assistant
- Giancarlo Lino  – mixing assistant
- Charles Malone  – assistant, assistant engineer, guitar
- Adam Marcello  – celeste, percussion
- Max Martin  – drums, executive producer, keyboards, producer, programming
- Julio Miranda  – guitar
- Katie Mitzell  – production coordination
- Monte Neuble  – keyboards
- Luis Navarro  – assistant, assistant engineer
- Nick Chahwala  – bass engineer, guitar engineer, sounds
- Chris "Tek" O'Ryan  – engineer, guitar engineer
- Carlos Oyanedel  – engineer
- Brent Paschke  – guitar
- L. Leon Pendarvis  – arranger, conductor
- Katy Perry  – guitar, primary artist, vocals
- Lenny Pickett  – Saxophone
- Jo Ratcliffe  – art direction
- Irene Richter  – production coordination
- Justin Roberts  – assistant, assistant engineer
- Tim Roberts  – assistant, mixing assistant
- Phil Seaford  – assistant
- Bob Semanovich  – marketing
- Jason Sherwood  – engineer
- Vanessa Silberman  – production coordination
- Daniel Silvestri  – bass, guitar
- Snoop Dogg  – featured artist, vocals
- Stargate  – producer
- Rob Stevenson  – A&R
- C. "Tricky" Stewart  – drum programming, keyboards, producer, sequencing
- Patricia Sullivan  – mastering
- Tommie Sunshine  – remix arrangement, remix producer
- Phil Tan  – mixing
- Gavin Taylor  – art direction, design
- Brian "B-Luv" Thomas  – drum programming, engineer, guitar engineer
- Michael Thompson  – bass, guitar
- Pat Thrall  – drum programming, engineer, guitar (rhythm), vocal effect, vocoder
- Lewis Tozour  – engineer
- Randy Urbanski  – assistant, assistant engineer
- Julian Vasquez  – vocal engineer
- Sandy Vee  – instrumentation, mixing, producer
- Mark Verbos  – engineer
- Stephen Villa  – assistant
- Miles Walker  – engineer
- Fabien Waltmann  – programming, synthesizer
- Greg Wells  – drums, piano, producer, programming, synthesizer
- Kanye West  – featured artist, vocals (courtesy of Def Jam Recordings)
- Emily Wright  – engineer
- Andrew Wuepper  – engineer, guitar engineer

## Xếp hạng
| Chart (2012)                             | Peak position |
| ---------------------------------------- | ------------- |
| Album Úc (ARIA)                          | 5             |
| Album Bỉ (Ultratop Vlaanderen)           | 14            |
| Album Bỉ (Ultratop Wallonie)             | 29            |
| Album Hà Lan (Album Top 100)             | 44            |
| Album Phần Lan (Suomen virallinen lista) | 18            |
| Album Pháp (SNEP)                        | 14            |
| Album New Zealand (RMNZ)                 | 2             |
| Album Thụy Điển (Sverigetopplistan)      | 47            |
| UK Albums (OCC)                          | 6             |
| US Billboard 200                         | 7             |

| Chart (2012)             | Position |
| ------------------------ | -------- |
| Australian Albums Chart  | 27       |
| New Zealand Albums Chart | 22       |
| Chart (2013)             | Position |
| Australian Albums Chart  | 89       |
| Chart (2014)             | Position |
| Australian Albums Chart  | 95       |

## Lịch sử phát hành
| Quốc gia       | Ngày                | định dạng           | Nhãn         | Chú thích |
| -------------- | ------------------- | ------------------- | ------------ | --------- |
| Đức            | 23 tháng 3 năm 2012 | CD digital download | Capitol      | [ 48 ]    |
| Canada         | 26 tháng 3 năm 2012 | CD digital download | Capitol      | [ 49 ]    |
| Pháp           | 26 tháng 3 năm 2012 | CD digital download | Capitol      | [ 50 ]    |
| Vương quốc Anh | 26 tháng 3 năm 2012 | CD digital download | Capitol      | [ 51 ]    |
| Hoa Kỳ         | 26 tháng 3 năm 2012 | CD digital download | Capitol      | [ 52 ]    |
| Hồng Kông      | 27 tháng 3 năm 2012 | CD digital download | EMI Records  | [ 53 ]    |
| Đài Loan       | 30 tháng 3 năm 2012 | CD digital download | Gold Typhoon | [ 54 ]    |
| Colombia       | 2 tháng 4 năm 2012  | CD digital download | EMI Records  | [ 55 ]    |